# Schotsche Kloof
Schotsche Kloof (renommé Bo-Kaap depuis 2016) est l'ancien nom du quartier de Bo-Kaap, situé dans la ville du Cap en Afrique du Sud. 
Localisé dans le City Bowl, ce quartier se trouve au pied de Signal Hill, au nord-est de Tamboerskloof et au sud-ouest de De Waterkant. 
Le quartier malais historique de Bo-Kaap a donné son nom officiel à l'ensemble du quartier en 2016.

## Délimitation urbaine
Schotsche Kloof est délimité par Strand street au nord-est, Rose street et Jordan street à l'est et Whitford street au sud-ouest.

## Démographie
Selon le recensement de 2011, le quartier comprend plus de 3 203 résidents, principalement issu de la communauté coloured, notamment malaise (66 %). Les noirs représentent 9,02% des habitants tandis que les blancs ne sont que 4,28 % des résidents, à peine plus que les indiens/asiatiques (3,37%).
Les habitants sont à 64,04% de langue maternelle anglaise, à 30,28% de langue maternelle afrikaans et à 0,50% de langue maternelle xhosa.

## Historique
Durant la période d'apartheid (1948-1991), Schotsche Kloof fut décrété "quartier malais" (1957) en vertu du Group Areas Act. Le quartier malais historique de Bo-Kaap y était situé.

## Politique
Le quartier est un bastion politique de l'Alliance démocratique (DA) situé dans le 16e arrondissement (subcouncil) du Cap ainsi que dans le ward 77 lequel couvre également Vredehoek, Oranjezicht, Signal Hill, Tamboerskloof et Gardens (partiellement). Le conseiller municipal du ward est Brandon Golding (DA).

## Établissements scolaires
- Vista High School